# Anthony Dod Mantle
Anthony Dod Mantle, sinh năm 1955 tại Oxfordshire, Anh là một người quay phim đoạt giải Oscar cho quay phim xuất sắc nhất cho phim Slumdog Millionaire tại buổi Lễ trao giải Oscar ngày 22.2.2009. Ngoài giải Oscar nói trên, Mantle cũng đã đoạt các giải Robert, 1 giải BAFTA và 1 giải Phim châu Âu.

## Tiểu sử tóm tắt
Cha là một nhà nghiên cứu người Scotland, mẹ là nghệ sĩ người Anh. Thời trẻ Mantle đã học dương cầm, ngành họa, sau đó ở lứa tuổi 20 đã vào học trường chụp hình ở London và tốt nghiệp 3 năm sau. Năm 1985 Mantle là một trong số 5 người được tuyển vào trường Điện ảnh Đan Mạch. 4 năm sau Mantle tốt nghiệp và bắt đầu hành nghề quay phim.
Mantle đã cộng tác với một số đạo diễn Đan Mạch như Thomas Vinterberg và Lars von Trier, đã quay 3 phim Dogma và 2 tập đầu của loạt phim truyền hình Wallander. Mantle sử dụng camera kỹ thuật số Red One khi quay Wallander, phim truyền hình Anh đầu tiên quay bằng camera kỹ thuật số.
Mantle kết hôn với một phụ nữ Đan Mạch. Hiện nay họ có hai người con. Từ năm 1985, Mantle đã cư trú thường xuyên tại Kartoffelrækkerne, Østerbro, Copenhagen, Đan Mạch.

## Một số phim đã quay
- Festen (1998)
- Julien Donkey-Boy (1999)
- 28 Days Later (2002)
- Dogville (2003)
- Millions (2004)
- Dear Wendy (2005)
- Manderlay (2005)
- The Last King of Scotland (2006)
- Slumdog Millionaire (2008) (Giải Oscar)
- Antichrist (2009)